# Ma vie avec Hannah
Ma vie avec Hannah (Leben mit Hannah) est un film allemand réalisé par Erica von Moeller et sorti en 2006.

## Fiche technique
- Titre original : Leben mit Hannah
- Réalisation : Erica von Moeller
- Scénario : Sönke Lars Neuwöhner
- Photographie : Sophie Maintigneux
- Pays d'origine :  Allemagne
- Langue : allemand
- Durée : 80 minutes
- Date de diffusion :
  -  France : 21 juin 2013 sur Arte

## Distribution
- Nina Hoss : Hannah
- Isabel Bongard : Maja
- Wolfram Koch : Nico
- Matthias Brandt (VF : Nessym Guetat) : Jan
- Marie-Lou Sellem : Vivian
- Milan Peschel (en) : Martin
- Max Hopp : Maik Clausen
- Stefan Rudolf : Vlastimil
- Peggy Lukac (VF : Frédérique Cantrel) : Elfie Morgan
- Claus Dieter Clausnitzer : Paul Morgan

 Source et légende : version française (VF) sur RS Doublage